# آسانو تاداکاتسو
آسانو تاداکاتسو (به ژاپنی: 内藤忠勝); ۱ ژانویهٔ ۱۶۵۵ – ۲۲ ژوئیهٔ ۱۶۸۰ دایمیو، سامورایی سومین حاکم در ولایت شیما قلمروی توبا در دوره شوگون‌سالاری توکوگاوا اهل ژاپن بود. او دائی یا برادر کوچکتر مادر ارباب قلمروی آکو، آسانو ناگانوری شخصیت اصلی حادثه آکو بود. ۲۱ سال قبل از حادثه آکو در سال ۱۶۸۰، او نیز در معبد زوجو حادثه ای مشابه را به نام «حادثه زخم با شمشیر در معبد زوجو» را موجب شد. او در مراسمی به مناسبت هفتاد و هفتمین روز درگذشت شوگون چهارم توکوگاوا ایه‌تسونا (۱۶۴۱ – ۴ ژوئن ۱۶۸۰) در ادو برگزار می‌شد مسئول پذیرایی بود که با واکیزاشی یا شمشیر کوتاه ناگائی نائوناگا که او نیز یک از متصدیان انجام مراسم بود را به قتل رساند. روز بعد به او دستور انجام سپوکو داده شد. در هنگام مرگ ۲۶ سال داشت.
در برخی از منابع به شباهت خصوصیات اخلاقی تاداکاتسو و خواهرزاده‌اش آسانو ناگانوری اشاره می‌کنند و تئوری وجود نوعی اختلال روانی را مطرح می‌کنند.